# Бенієрі
Бенієрі (груз. ბენიერი) — село в Грузії.
За даними перепису населення 2014 року в селі проживає 2 особа.